# Hun Sen
Đây là tên người Campuchia, họ viết trước, tên viết sau: họ là Hun. Tuy vậy, tên người Campuchia hiện đại theo kí tự Latin thường được viết theo thứ tự Tây phương (tên trước họ sau). Ngoài ra, tên còn có thể kèm các danh hiệu tôn xưng phía trước.
Hun Sen (tiếng Khmer: ហ៊ុន សែន, đọc là Hun-sen; tên kèm danh hiệu đầy đủ là Samdech Akeakmohasenapadey Decho Hun Sen, bí danh tiếng Việt là Mai Phúc, sinh ngày 5 tháng 8 năm 1952) hiện là Chủ tịch Thượng viện Campuchia. Ông cũng là người lãnh đạo cấp cao của Đảng Nhân dân Campuchia (CPP) - một đảng lãnh đạo Campuchia trong một chính phủ liên hiệp với đảng bảo hoàng Funcinpec kể từ khi Campuchia khôi phục chế độ đa đảng năm 1993.
Mặc dù tên khai sinh của ông là Hun Bunal, ông đổi tên thành Hun Sen vào năm 1972 hai năm sau khi gia nhập Khmer Đỏ. Từ 1979 đến 1986 và một lần nữa từ 1987 đến 1990, ông giữ chức bộ trưởng ngoại giao của Campuchia.
Ông được Vua Norodom Sihamoni thăng quân hàm Thống tướng cùng đợt với các ông Heng Samrin và Chea Sim ngày 23 tháng 12 năm 2009.
Từ năm 1997, Hun Sen đã lãnh đạo CPP liên tiếp giành chiến thắng và hiện đang phục vụ trong nhiệm kỳ thủ tướng thứ năm của mình. Vào tháng 6 năm 2015, sau cái chết của Chea Sim, Hun Sen đã được bầu làm chủ tịch của CPP. Năm 2018, ông được bầu vào nhiệm kỳ thứ sáu trong một cuộc thăm dò ý kiến mà phe ủng hộ ông chiếm đa số, với CPP giành được mọi ghế trong Quốc hội.
Hun Sen đã 32 tuổi khi ông trở thành Thủ tướng, biến ông lúc đó trở thành người đứng đầu chính phủ trẻ nhất thế giới. Ông đã được The Sydney Morning Herald  mô tả là một "người điều hành gian ác, đã tiêu diệt các đối thủ chính trị" và là một nhà độc tài, người đã nắm quyền lực độc đoán ở Campuchia bằng cách sử dụng bạo lực, đe dọa và tham nhũng để duy trì cơ sở quyền lực của mình. Dưới chính phủ của ông, hàng ngàn nhà hoạt động đối lập, chính trị gia, nhà hoạt động môi trường và nhà hoạt động nhân quyền đã bị sát hại, trong đó phần lớn các vụ án không bao giờ được điều tra do mối quan hệ chính trị với chính quyền đương nhiệm. Hun Sen đã tích lũy quyền lực tập trung cao độ ở Campuchia, bao gồm cả một lực lượng bảo vệ cá nhân được cho là có khả năng cạnh tranh với quân đội chính quy của đất nước, khiến cho những nỗ lực đảo chính hầu như không thể xảy ra.

## Tuổi thơ
Hun Sen sinh ra ở Stueng Trang, Kampong Cham với tên khai sinh Hun Buny, là con thứ 3 trong 6 người con trong một gia đình tử tế. Cha của ông, Hun Neang, là một nhà sư thường trú tại địa phương Wat ở tỉnh Kampong Cham trước khi tham gia kháng chiến chống Pháp và kết hôn với mẹ của Hun Sen, Dee Yon, vào những năm 1940. Ông bà nội của Hun Neang là những chủ đất giàu có người Triều Châu. Hun Neang được thừa hưởng một số tài sản của gia đình, bao gồm vài hecta đất, và có một cuộc sống tương đối thoải mái cho đến khi một vụ bắt cóc đã buộc gia đình phải bán hết tài sản. Hun Nal rời gia đình năm 13 tuổi để theo học một trường tu ở Phnôm Pênh. Khi Lon Nol lật đổ Sihanouk vào năm 1970, ông đã bỏ học để gia nhập Khmer Đỏ. 2 năm sau, Hun Nal đổi tên thành Hun Sen.

## Đường đến quyền lực và cương vị Thủ tướng
Hun Sen tiến thân trong nội bộ Khmer Đỏ và từng là Tư lệnh Tiểu đoàn ở Vùng Đông của Campuchia Dân chủ (tên nhà nước trong thời chính quyền Khmer Đỏ). Năm 1977, trong các cuộc thanh trừng nội bộ của chế độ Khmer Đỏ, Hun Sen và các cán bộ trong tiểu đoàn của ông đã trốn sang Việt Nam. Khi Việt Nam chuẩn bị tấn công Campuchia, Hun Sen trở thành một trong những người lãnh đạo quân đội và chính phủ nổi dậy do Việt Nam bảo trợ. Sau sự thất bại của chế độ Khmer Đỏ, Hun Sen được bổ nhiệm làm Phó Thủ tướng và Bộ trưởng Ngoại giao của Cộng hòa Nhân dân Campuchia/Nhà nước Campuchia (PRK/SOC).
Hun Sen đã lên chức Thủ tướng vào tháng 1 năm 1985 khi Quốc hội chỉ định ông kế nhiệm Chan Sy, người đã qua đời khi đương chức này vào tháng 12 năm 1984. Là nhà lãnh đạo trên thực tế của Campuchia, năm 1985, ông được bầu làm Chủ tịch Hội đồng Bộ trưởng và Thủ tướng.
Năm 1987, Tổ chức Ân xá Quốc tế cáo buộc chính quyền của Hun Sen tra tấn hàng ngàn tù nhân chính trị bằng cách sử dụng "sốc điện, bàn ủi nóng và làm tù nhân gần như nghẹt thở với túi nhựa".
Là Bộ trưởng Ngoại giao và sau đó là Thủ tướng, Hun Sen đóng vai trò nòng cốt trong Đàm phán hòa bình Paris năm 1991, mà đã đưa đến hòa bình ở Campuchia. Trong thời kỳ này, Hoàng tử Norodom Sihanouk gọi ông là "con lừa chột mắt của Việt Nam". Ông giữ vị trí Thủ tướng cho đến cuộc bầu cử do Liên Hợp Quốc bảo trợ năm 1993, kết quả là một quốc hội treo. Sau các cuộc đàm phán gây tranh cãi với FUNCINPEC, Hun Sen đã được chấp nhận làm Thủ tướng thứ hai, phục vụ cùng với Norodom Ranariddh cho đến khi một cuộc đảo chính năm 1997 lật đổ sau đó. Ung Huot sau đó được chọn để kế nhiệm Ranariddh. Trong cuộc bầu cử năm 1998, ông đã lãnh đạo CPP để giành chiến thắng nhưng phải thành lập một chính phủ liên minh với FUNCINPEC.
Năm 1997, liên minh đã bị lung lay bởi căng thẳng giữa Ranariddh và Hun Sen. FUNCINPEC đã tham gia các cuộc thảo luận với các phiến quân Khmer Đỏ còn lại, với các bên đã liên minh trước đó để chống lại chính phủ Hun Sen được Việt Nam hậu thuẫn trong những năm 1980), với mục đích thu hút họ vào hàng ngũ lãnh đạo của mình. Sự phát triển như vậy sẽ làm thay đổi cán cân sức mạnh quân sự giữa hoàng gia và CPP.
Đáp lại, Hun Sen đã phát động cuộc đảo chính Campuchia năm 1997, thay thế Ranariddh bằng Ung Hout giữ chức Thủ tướng thứ nhất và bản thân ông duy trì vị trí Thủ tướng thứ hai, một tình huống kéo dài cho đến khi CPP chiến thắng trong cuộc bầu cử năm 1998, sau đó ông trở thành Thủ tướng quốc gia duy nhất. Trong năm đó, các phương tiện truyền thông miêu tả ông là Người đàn ông mạnh mẽ của Campuchia. Sau đó, ông nói rằng điều này là quá sớm, và cuộc đảo chính tháng 7 năm 1997 chỉ đơn thuần là chính phủ hành động chống lại tình trạng hỗn loạn bán quân sự được Norodom Ranariddh bảo trợ và đưa đến Phnôm Pênh. Trong một bức thư ngỏ, Tổ chức Ân xá Quốc tế đã lên án việc xử tử các bộ trưởng FUNCINPEC và "chiến dịch bắt giữ và quấy rối có hệ thống" đối với các đối thủ chính trị của Hun Sen.
Cuộc bầu cử gây tranh cãi và tranh cãi rộng rãi vào tháng 7 năm 2003 đã dẫn đến đa số lớn hơn trong Quốc hội cho CPP, với FUNCINPEC mất ghế cho CPP và Đảng Sam Rainsy. Tuy nhiên, đa số CPP đã thiếu hai phần ba ghế mà hiến pháp yêu cầu để CPP có thể tự thành lập một chính phủ mới. Sự bế tắc này đã được khắc phục khi một liên minh CPP-FUNCINPEC mới được thành lập vào giữa năm 2004, với Norodom Ranariddh được chọn làm người đứng đầu Quốc hội và Hun Sen lại trở thành Thủ tướng duy nhất.

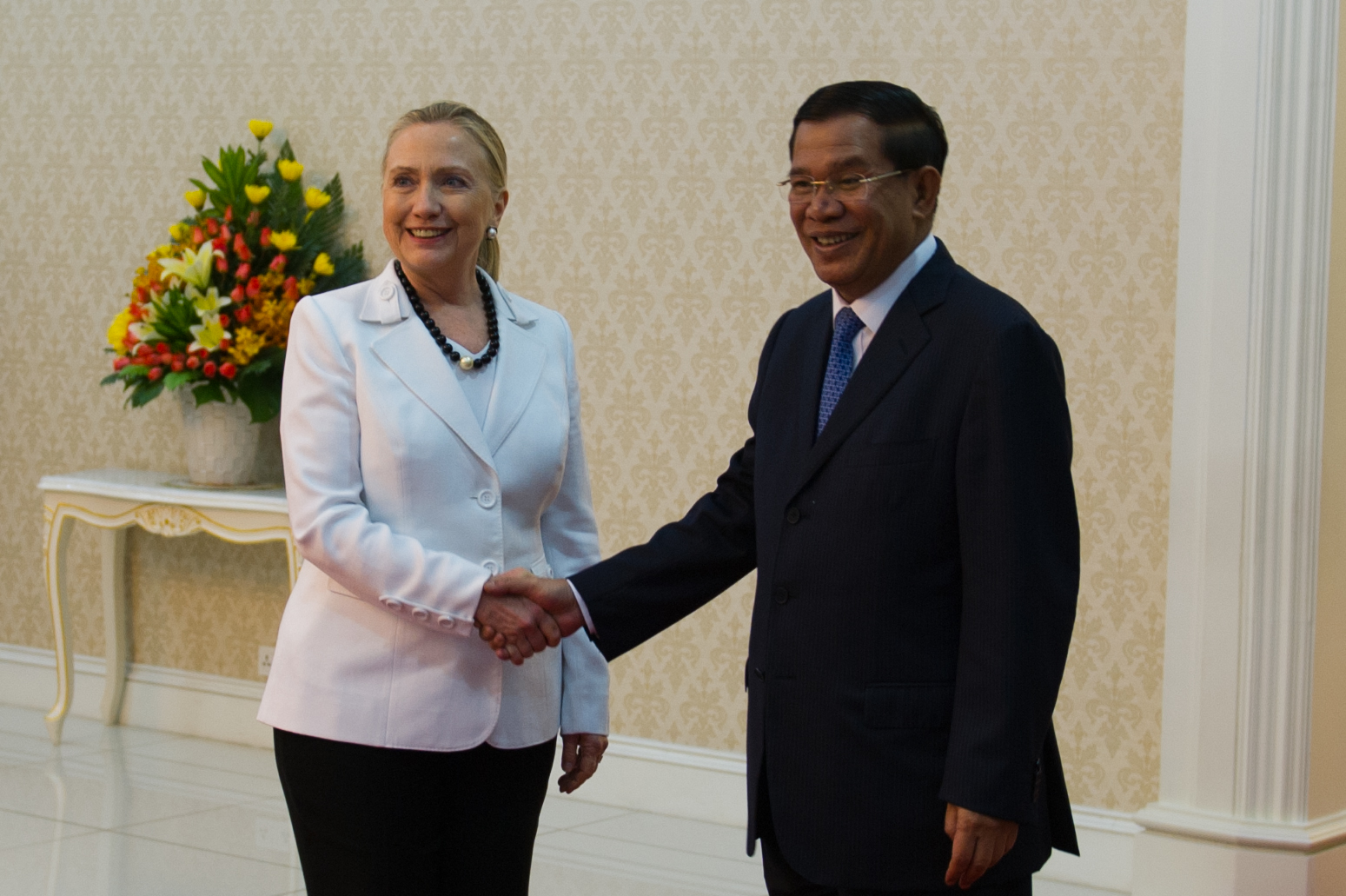
Hun Sen với Bộ trưởng Ngoại giao Hoa Kỳ Hillary Clinton vào ngày 11 tháng 7 năm 2012

Vào ngày 6 tháng 5 năm 2013, Hun Sen tuyên bố ý định cai trị Campuchia cho đến năm 74 tuổi.

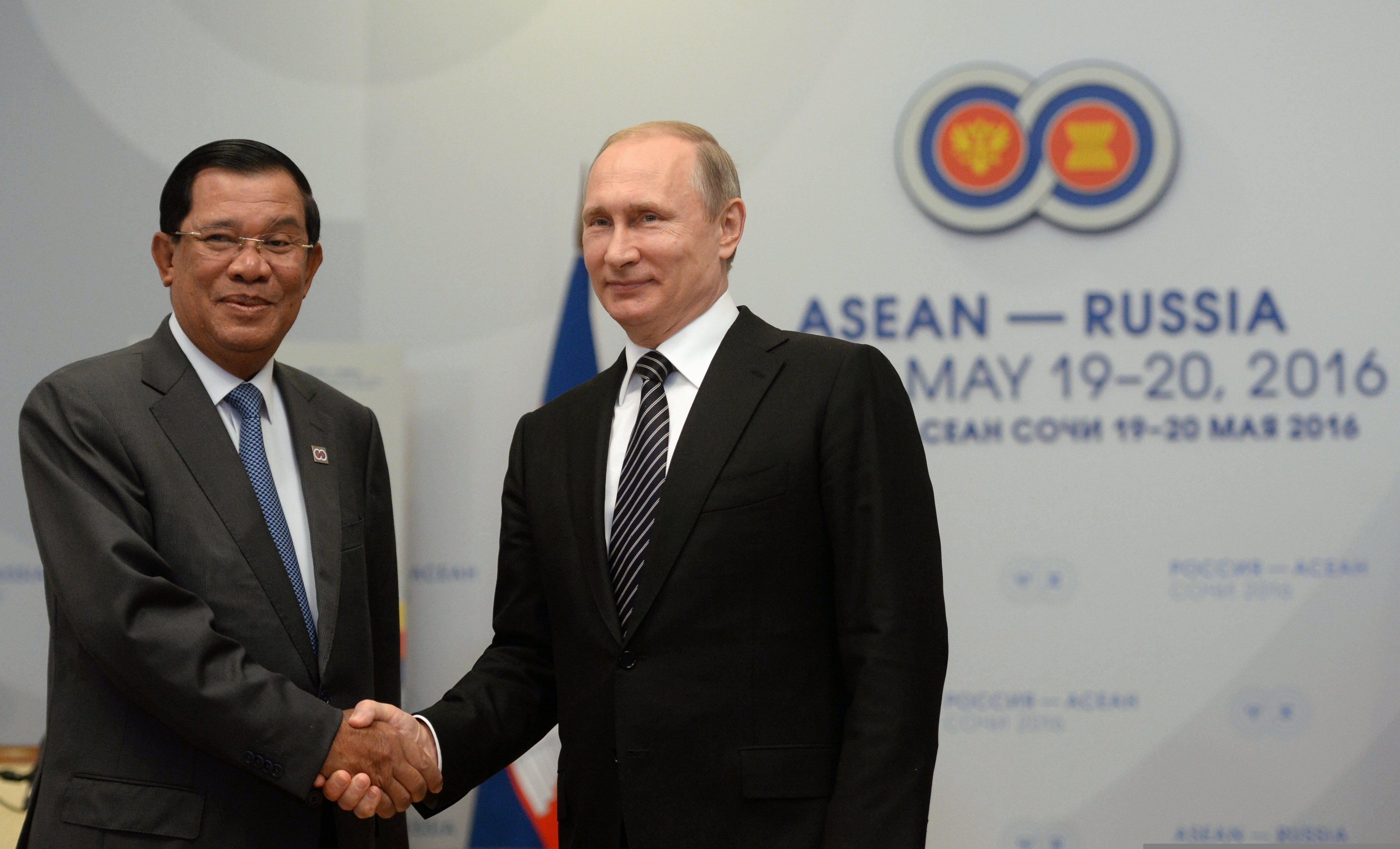
Hun Sen với Tổng thống Nga Vladimir Putin tại Sochi, ngày 19 tháng 5 năm 2016

Sau cuộc tổng tuyển cử tháng 7 năm 2013, cả Hun Sen và các đối thủ của ông đều tuyên bố giành chiến thắng. Vào tháng 8, Hun Sen tiếp tục theo đuổi mục tiêu thành lập một chính phủ mới. Cũng trong tháng 8, tại New York, một cuộc biểu tình lớn, nhưng hầu như không được chú ý, được tổ chức trước Liên Hợp Quốc (LHQ) vào ngày 19 tháng 8 do người Campuchia và các nhà sư Phật giáo tổ chức, là một khúc dạo đầu quan trọng để diễn ra các cuộc biểu tình lớn ở Phnôm Pênh sau đó vào tháng 9 năm 2013 do các nhóm đối lập phản đối cuộc bầu cử tháng 7 năm 2013 và phản ứng của Hun Sen. Người Campuchia ở Hoa Kỳ, Canada và các nơi khác, với hàng trăm tu sĩ Phật giáo, đã biểu tình ôn hòa trước Liên Hợp Quốc tại thành phố New York để phản đối việc triển khai lực lượng quân sự và an ninh của Hun Sen tại Phnôm Pênh và việc ông không sẵn sàng chia sẻ quyền lực chính trị với các nhóm đối lập và không nghiêm túc giải quyết gian lận bỏ phiếu và bầu cử bất thường trước đó từ cuộc bầu cử tháng 7 năm 2013.
Sau kết quả bầu cử năm 2013, mà bị phe đối lập của Hun Sen coi là gian lận, một người đã thiệt mạng và những người khác bị thương trong các cuộc biểu tình ở thủ đô Campuchia, với 20.000 người biểu tình tập trung, một số vụ đụng độ với cảnh sát chống bạo động. Sau hai tuần phản đối, Hun Sen tuyên bố rằng ông đã được bầu lên theo hiến pháp và sẽ không từ chức cũng như không tổ chức một cuộc bầu cử mới.
Vào ngày 7 tháng 9 năm 2013, hàng chục ngàn người Campuchia, cùng với các nhà sư và nhóm đối lập Phật giáo, bao gồm Đảng Cứu quốc Campuchia của Sam Rainsy đã tổ chức các cuộc biểu tình rầm rộ ở Phnôm Pênh để phản đối kết quả bầu cử ngày 28 tháng 7 mà họ tuyên bố là thiếu sót và bị hủy bỏ bằng các cách bỏ phiếu bất thường và có thể là gian lận. Các nhóm người này yêu cầu Liên Hợp Quốc điều tra và tuyên bố rằng kết quả bầu cử không tự do và công bằng.
Vào ngày 3 tháng 1 năm 2014, cảnh sát quân sự đã nổ súng vào người biểu tình, giết chết 4 người và làm bị thương hơn 20. Liên Hợp Quốc và Bộ Ngoại giao Hoa Kỳ đã lên án hành vi bạo lực này. Nghị sĩ Hoa Kỳ Ed Royce đã trả lời báo cáo về bạo lực ở Campuchia bằng cách kêu gọi Hun Sen từ chức, nói rằng người dân Campuchia xứng đáng với một nhà lãnh đạo tốt hơn ông.
Vào ngày 10 tháng 6 năm 2014, Hun Sen xuất hiện trước công chúng và tuyên bố rằng ông không có vấn đề gì về sức khỏe. Ông cảnh báo rằng nếu ông chết sớm, đất nước Campuchia sẽ mất kiểm soát và phe đối lập có thể gặp rắc rối từ các lực lượng vũ trang, nói rằng ông là người duy nhất có thể kiểm soát quân đội.

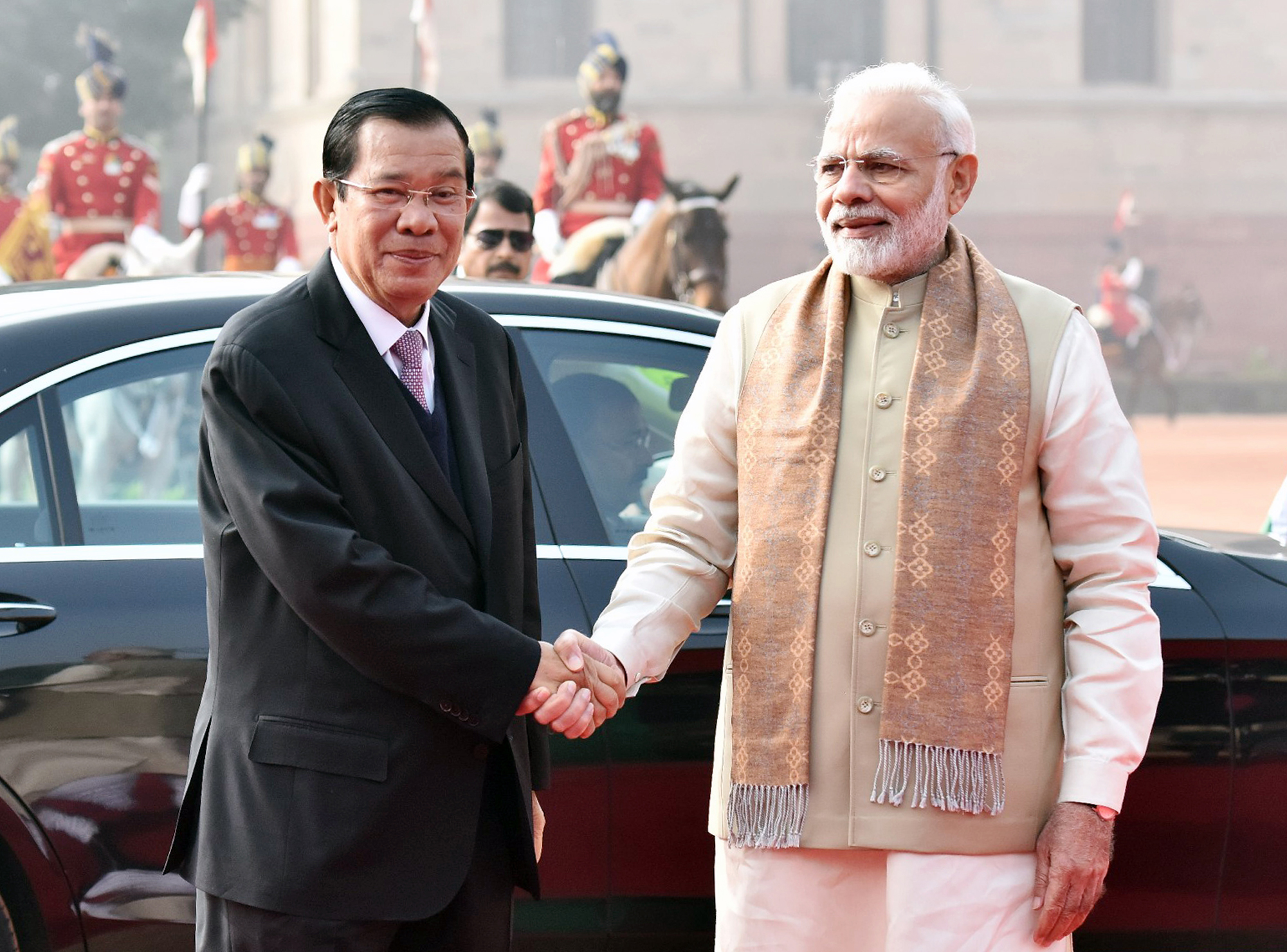
Hun Sen với Narendra Modi của Ấn Độ vào ngày 27 tháng 1 năm 2018

Vào tháng 11 năm 2016, Hun Sen công khai tán thành ứng cử viên tổng thống của đảng Cộng hòa Hoa Kỳ Donald Trump, người tiếp tục được bầu làm tổng thống.
Theo lệnh của Hun Sen, vào ngày 31 tháng 1 năm 2017, Quốc hội đã bỏ phiếu nhất trí bãi bỏ các vị trí Lãnh đạo thiểu số và Thủ lĩnh đa số để giảm bớt ảnh hưởng của đảng đối lập. Vào ngày 2 tháng 2 năm 2017, Hun Sen không cho phe đối lập được chất vấn một số bộ trưởng chính phủ của ông. Hơn nữa, Hun Sen tuyên bố sửa đổi hiến pháp mà có thể làm cho Đảng Cứu quốc Campuchia đối lập bị giải tán. Động thái này đã dẫn đến sự từ chức bất ngờ của nhà lãnh đạo phe đối lập Sam Rainsy. Luật gây tranh cãi này được thông qua vào ngày 20 tháng 2 năm 2017, trao cho đảng cầm quyền quyền được giải tán các đảng chính trị.
Vào ngày 30 tháng 6 năm 2018, vài tuần trước cuộc bầu cử quốc hội, Hun Sen đã bổ nhiệm con trai lớn thứ hai của mình, Hun Manet, vào các vị trí quân sự cao hơn để chuẩn bị cho con trai của ông lên làm thủ tướng khi ông nghỉ hưu hoặc qua đời, củng cố hiệu quả triều đại chính trị nhà Hun ở Campuchia. Hun Sen cũng đã tiến hành các chiến dịch xây dựng hình ảnh cho con trai mình, mà theo ông được sinh ra từ một sinh vật 'siêu nhiên' và do đó, mang tính thần thánh. Các chuyên gia chính trị đã nói rằng các chiến dịch của Hun Sen có thể đưa Campuchia đến một triều đại tương tự như triều đại tại Bắc Triều Tiên của Kim Jong-un.

## Bạo lực chính trị ở Campuchia

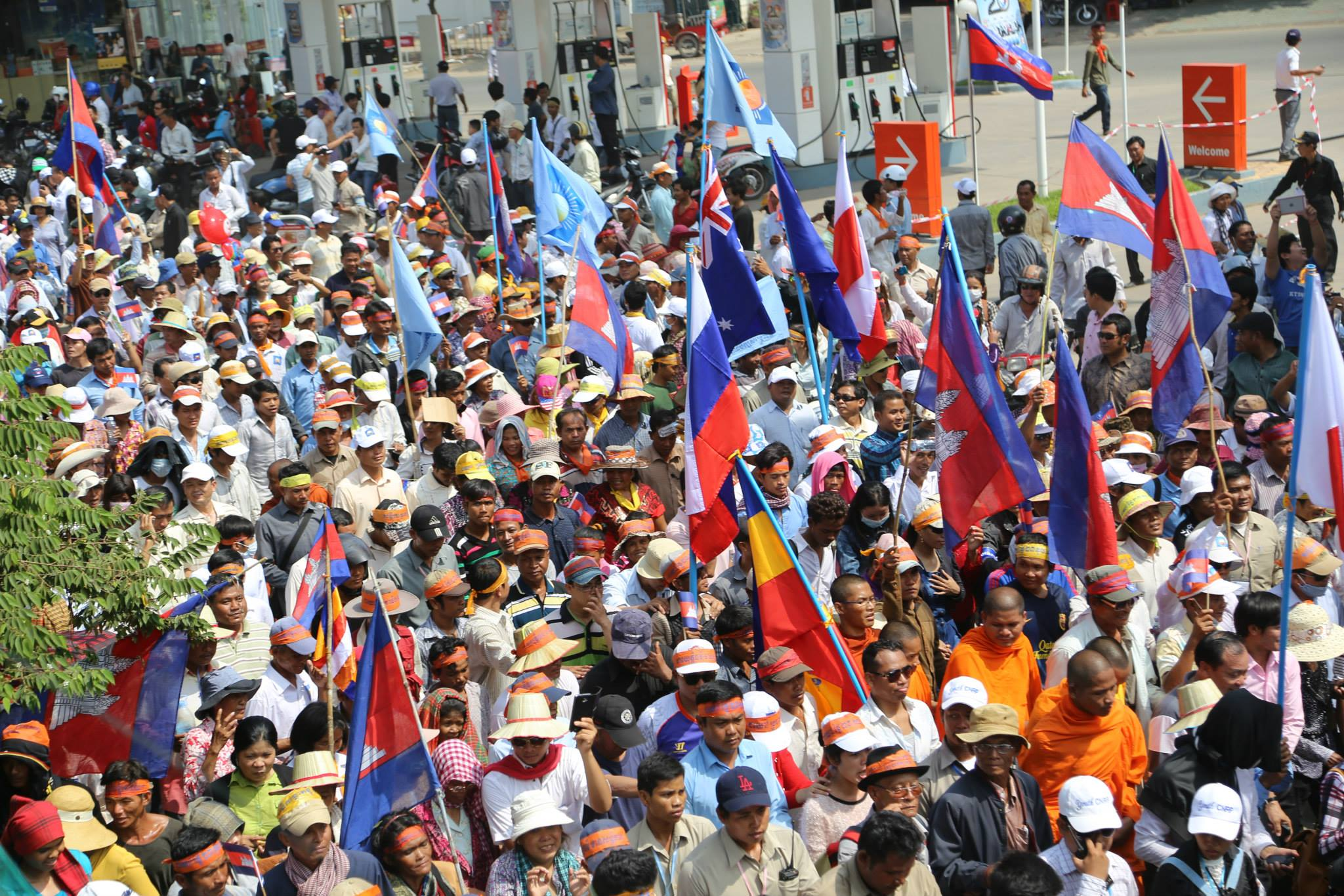
Người biểu tình chống lại chế độ độc tài của Hun Sen ở Campuchia.

Một số đối thủ chính trị của Hun Sen trong quá khứ đã cố gắng buộc tội ông là một con rối của Việt Nam. Điều này là do vị trí của ông trong chính phủ do Việt Nam dựng lên khi Campuchia nằm dưới sự chiếm đóng của quân đội Việt Nam và thực tế ông là một nhân vật nổi bật trong Đảng Cách mạng Nhân dân Campuchia (nay là Đảng Nhân dân Campuchia), mà cai trị Campuchia như một nhà nước độc đảng dưới sự chiếm đóng của quân đội Việt Nam từ năm 1979 cho đến bầu cử năm 1993. Hun Sen và những người ủng hộ ông bác bỏ các cáo buộc như vậy, nói rằng ông chỉ đại diện cho người dân Campuchia.
Chính phủ của Hun Sen đã chịu trách nhiệm việc cho thuê 45% tổng diện tích đất ở Campuchia, chủ yếu cho các nhà đầu tư nước ngoài, trong những năm 2007-08, làm hơn 150.000 người Campuchia bị đe dọa trục xuất. Một phần của các nhượng bộ là các khu vực hoang dã được bảo vệ hoặc các công viên quốc gia, và việc bán đất đã được các nhà quan sát coi là tham nhũng của chính phủ. Đã có hàng ngàn công dân trở thành nạn nhân của các vụ trục xuất này.
Hun Sen có liên quan đến tham nhũng tài nguyên dầu mỏ và tài nguyên khoáng sản của Campuchia trong báo cáo Global Witness 2009 về Campuchia. Ông và các cộng sự thân cận của mình bị cáo buộc thực hiện các cuộc đàm phán bí mật với các bên tư nhân quan tâm, lấy tiền từ những người được cấp quyền khai thác tài nguyên của đất nước này. Độ tin cậy của lời buộc tội này đã bị thách thức bởi các quan chức chính phủ và đặc biệt là từ chính Thủ tướng Hun Sen.
Đảng Nhân dân Campuchia (CPP) của Hun Sen đã ra lệnh cấm các cuộc tụ họp công cộng, đuổi những người ủng hộ phe đối lập từ địa điểm của các cuộc họp biểu tình trước đây ra khỏi 'Công viên Tự do', và triển khai cảnh sát chống bạo động để đánh đập những người biểu tình và giam giữ các nhà lãnh đạo liên minh.

## Kiểm soát truyền thông
Hun Sen và đảng chính trị của ông, CPP, đã nắm giữ quyền thống trị gần như toàn bộ trên các phương tiện truyền thông chính thống trong phần lớn thời gian cai trị. Truyền hình Bayon được con gái lớn của Hun Sen, Hun Mana sở hữu và điều hành. Apsara TV thuộc sở hữu chung của Say Sam Al, Bộ trưởng Bộ Môi trường CPP và con trai của Say Chhum, thư ký CPP và con trai của Phó Thủ tướng CPP, ông Sok An. CTN, CNC và MyTV đều thuộc sở hữu của ông trùm người Khmer gốc Hoa, Neak Okhna Kith Meng, một trong những "Okhna" của Nhà nước Campuchia. Okhna là một danh hiệu được Thủ tướng hoặc Hoàng gia trao cho các doanh nhân cao cấp, và biểu thị một tình bạn rất thân thiết. Okhna thường xuyên được Thủ tướng triệu tập để cung cấp kinh phí cho các dự án khác nhau.
Các quan chức CPP tuyên bố rằng không có mối liên hệ nào giữa các đài truyền hình và nhà nước, mặc dù có sự phổ biến rõ ràng của chủ nghĩa gia đình trị. Tuy nhiên, nhà lập pháp CPP và phát ngôn viên chính thức Cheam Yeap từng tuyên bố "Chúng tôi trả tiền cho truyền hình đó bằng cách mua giờ phát sóng để trình bày thành tích của chúng tôi", chỉ ra rằng các đài truyền hình đó ủng hộ CPP vì họ đã được Nhà nước trả tiền cho những cái gọi là quảng cáo hiệu quả.
Yêu cầu về giấy phép truyền hình và đài phát thanh là một trong 10 yêu cầu của đảng đối lập, Đảng Cứu hộ Quốc gia Campuchia (CNRP), thông qua tại "Đại hội Nhân dân" vào tháng 10 năm 2013.
Các đài phát thanh đã bị cấm phát sóng Đài Tiếng nói Hoa Kỳ và Đài Á Châu Tự do vào tháng 8 năm 2017. Tờ báo độc lập nổi tiếng nhất của đất nước Cambodia Daily đã bị đóng cửa vào ngày 4 tháng 9 năm 2017, một ngày sau khi nhà lãnh đạo phe đối lập chính Kem Sokha bị bắt vì tội phản quốc. Ông một trong nhiều nhà hoạt động, chính trị gia và nhà phê bình chính phủ Campuchia hiện nay đang phải chịu án tù.

## Đời tư

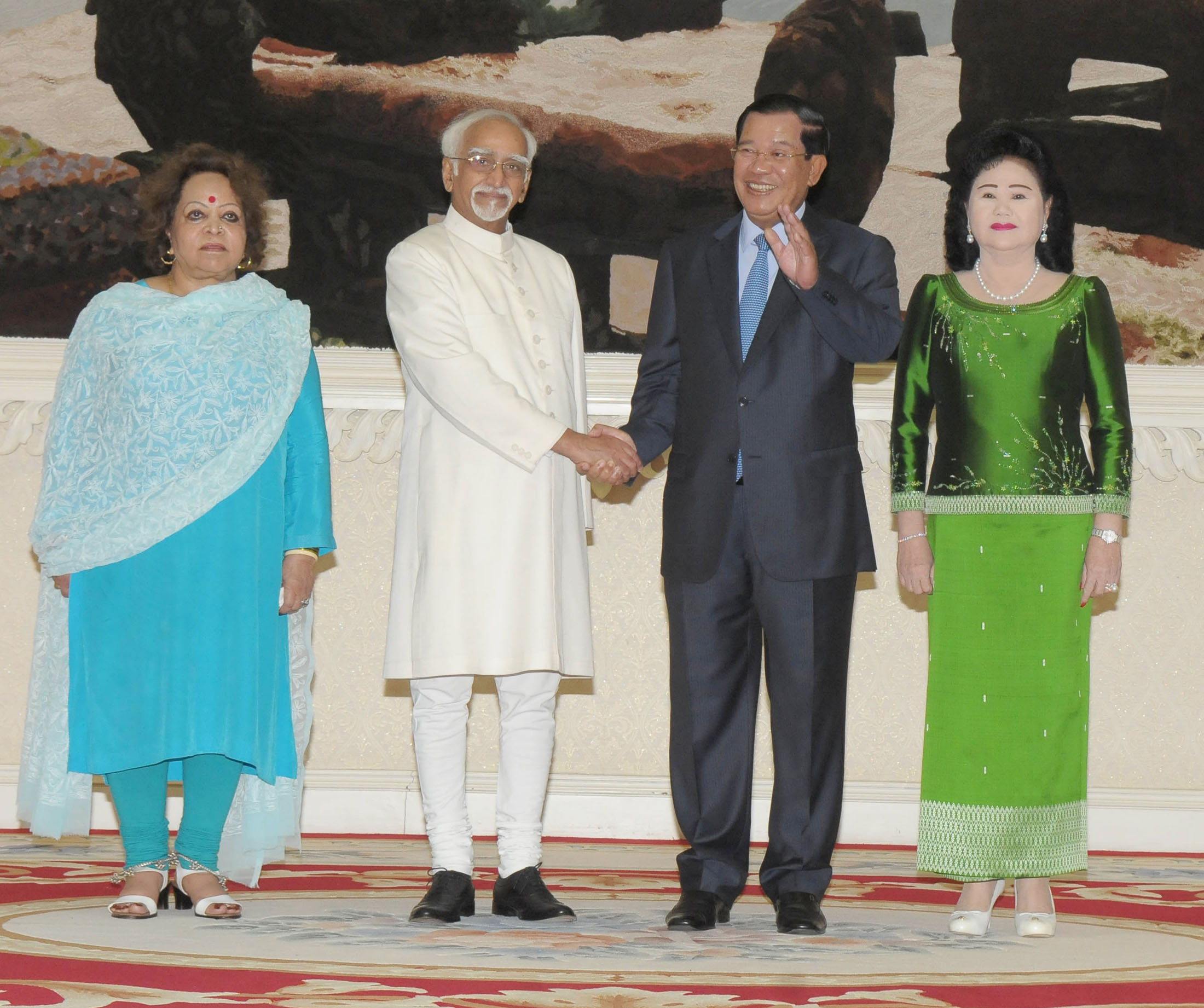
Hun Sen và vợ Bun Rany tại buổi tiệc chiêu đãi của Phó Tổng thống Ấn Độ lúc bấy giờ tại Cung điện Hòa bình, Phnôm Pênh

Hun Sen kết hôn với Bun Rany. Họ có sáu người con: Kamsot (đã chết), Manet, Mana, Manith, Mani và Mali. Hun Manet tốt nghiệp Học viện West Point năm 1999 và lấy bằng Tiến sĩ Kinh tế tại Đại học Bristol. Năm 2010, Manet được thăng cấp Thiếu tướng trong Lực lượng Vũ trang Hoàng gia Campuchia (RCAF) và trở thành Phó Tư lệnh Bộ chỉ huy Bảo vệ Cơ quan của Thủ tướng. Năm 2023, Manet kế nhiệm cha trở thành Thủ tướng của Campuchia. Cả ba người con trai của Hun Sen đều đóng vai trò lớn trong chế độ của ông. Anh trai của Hun Sen, Hun Neng, là một cựu thống đốc của Campuchia, và hiện là thành viên của quốc hội.
Mặc dù ngày sinh chính thức của Hun Sen là ngày 4 tháng 4 năm 1951, ngày sinh thực sự của ông là ngày 5 tháng 8 năm 1952. Hun Sen ngoài tiếng Khmer bản địa còn thông thạo tiếng Việt. Hun Sen cũng nói được một ít tiếng Anh sau khi bắt đầu học ngôn ngữ này vào những năm 1990, nhưng thường nói chuyện bằng tiếng Khmer thông qua các phiên dịch viên khi trả lời phỏng vấn chính thức cho các phương tiện truyền thông nói tiếng Anh.
Hun Sen bị mù một bên mắt vì một vết thương từ thời còn là lính Khmer Đỏ.